# Великомихайловка (Белгородская область)
Великомихайловка — село в Новооскольском районе Белгородской области России. Центр Великомихайловского сельского поселения. Известна как место создания Первой конной армии. Малая родина трёх Героев Советского Союза: И. Т. Желтобрюха, Ф. П. Литвинова, П. И. Косенко.

## География
Находится в центральной части региона, в лесостепной зоне, в пределах юго-западного склона Среднерусской возвышенности, по берегам реки Плотва, у автодороги М2. К северо-востоку находится Великомихайловский пруд и село Подвислое, хутор Красная Каменка. С западной стороны примыкает село Покрово-Михайловка.

### Климат
Климат характеризуется как умеренно континентальный, с относительно мягкой зимой и тёплым продолжительным летом. Среднегодовая температура воздуха — 5,4 °C. Средняя температура воздуха самого холодного месяца (января) — −9,2 °C; самого тёплого месяца (июля) — 16,4 — 24,3 °C. Безморозный период длится в среднем 155—160 дней. Годовое количество атмосферных осадков — 527—595 мм, из которых большая часть выпадает в тёплый период.

## История
Основано в 1726 году как слобода Михайловка в Курской губернии (в начале 1727 года вошла в составе Белгородской провинции в новообразованную Белгородскую губернию). Население в 3729 душ мужского пола для XVIII века считалось большим, и слобода была одним из наиболее крупных селений губернии.
Проанализировав фамилии жителей Великомихайловки, А. А. Бережной пришел к выводу о том, что основали слободу выходцы из Слободской Украины (по данным переписной книги подданных малороссиян городов Яблонова и Корочи и их уездов 1732 года).
Первым владельцем Великомихайловки стал князь Михаил Михайлович Голицын.
Большинство населения Яблоновского уезда, к которому в середине XVIII века относилась Великомихайловка, составляли украинские крестьяне, жившие на землях российских помещиков, русские служилые люди (однодворцы) и помещичьи крестьяне. Помимо занятия сельским хозяйством, слобожане занимались промыслами, их существовало до 30 видов.
В 1779 году, в связи с упразднением Белгородской губернии, Великомихайловка вошла в состав Новооскольского уезда Курской губернии.
Данные о слободе Великомихайловке из документов переписи 1862 года — 8398 жителей, в 1877 — 11943 жителя, а в 1904 году — 24458 жителей.
Советская власть в Курской губернии установилась в ноябре 1917 года, однако после Брестского мира 1918 года Украина была оккупирована Германией, и по Новооскольскому уезду прошла граница между Советской Россией и нейтральной зоной, контролируемой немецкими войсками и правительством гетмана Скоропадского. В начале июля 1919 года уезд был захвачен армией Деникина, однако уже в ноябре-декабре созданная Буденным в Великомихайловке Первая конная армия освободила и Новооскольский уезд и ряд других городов и уездов.
В январе 1954 года образована Белгородская область, в связи с чем Великомихайловский район был вначале включён в состав этой области, а в 1963 году — в ходе программы укрупнения районов — упразднён. В настоящее время село входит в Новооскольский район.

## Население
| 1959 | 2002  | 2010  |
| ---- | ----- | ----- |
| 2703 | ↘2122 | ↘1955 |

### Национальный состав
По данным переписи населения 1939 года: украинцы — 67,3 % или 2182 чел., русские — 32,1 % или 1040 чел.

## Известные уроженцы, жители
В селе родились Герои Советского Союза Иосиф Желтобрюх, Фёдор Литвинов, Пётр Косенко.

## Инфраструктура
Основа экономики — сельское хозяйство.
Новооскольская ЦРБ Центр общей врачебной практики.
Центральное Великомихайловское кладбище

### Достопримечательности
В селе действует Мемориальный музей «Первой конной армии», в экспозиции которого произведения изобразительного искусства; фото- и документальные материалы, а также другие экспонаты. На площади в центре села установлен бюст командира Первой конной армии С. М. Буденного.
Также в селе сохранился храм св. Николая, построенный в 1900 году. Является памятником архитектуры. Настоятелем храма до его закрытия был священник Александр Михайлович Троицкий.

## Транспорт
Село доступно автотранспортом.